# Kurt Ahrens (1908–1988)
Kurt Ahrens (ur. 6 października 1908 w Hildesheimie, zm. 11 sierpnia 1988 w Walle) – zachodnioniemiecki żużlowiec i kierowca wyścigowy.

## Życiorys

### Kariera sportowa
Karierę w sportach motorowych rozpoczynał od sportu żużlowego. W 1952 roku rozpoczął rywalizację samochodami wyścigowymi, używając pojazdu Scampolo. Zajął w tamtym roku trzecie miejsce w Halle-Saale i drugie w Lipsku. W 1953 roku zakupił nowego Coopera T26, którym wygrał w Rostocku, Sachsenringu, Freiburgu i Bernau. Ogółem Ahrens zajął trzecie miejsce w klasyfikacji Niemieckiej Formuły 3, za Adolfem Langiem i Kurtem Kuhnke. W 1955 roku ścigał się sportowym Porsche 550, wygrywając nim Grand Prix Bordeaux. Również w 1955 roku rozpoczął rywalizację nowym Cooperem T36, którym wygrał wyścigi w Schwenningen, Lipsku, Halle-Saale i Sachsenringu. W 1956 roku wygrał w Lipsku i Halle-Saale, a w 1957 roku Cooperem T42 zwyciężył w Lipsku, Magdeburgu i Sachsenringu. W sezonie 1958 rozpoczął rywalizację z własnym synem, przy czym Ahrens senior wygrał wyścig w Halle-Saale i Wismar. W 1959 roku zwyciężył w Halle-Saale. Karierę zakończył w 1963 roku.

### Życie prywatne
Ojciec Kurta Ahrensa, również kierowcy wyścigowego.

## Wyniki
| Legenda oznaczeń w tabelach wyników Wyświetl szablon na nowej stronie | Legenda oznaczeń w tabelach wyników Wyświetl szablon na nowej stronie                                                                     |
| Oznaczenie                                                            | Wyjaśnienie |
| --------------------------------------------------------------------- | --- |
| Złoty                                                                 | Zwycięzca lub mistrzostwo |
| Srebrny                                                               | 2. miejsce lub wicemistrzostwo |
| Brązowy                                                               | 3. miejsce lub II wicemistrzostwo |
| Zielony                                                               | Ukończył, punktował (w klasyfikacji generalnej, gdy zdobył co najmniej jeden punkt na przestrzeni sezonu, poza trzema powyższymi opcjami) |
| Niebieski                                                             | Ukończył, nie punktował (w klasyfikacji generalnej, gdy nie zdobył co najmniej jednego punktu na przestrzeni sezonu)                      |
| Czerwony                                                              | Nie zakwalifikował się (NZ) |
| Czerwony                                                              | Nie prekwalifikował się (NPK) |
| Różowy                                                                | Nie ukończył (NU) |
| Różowy                                                                | Niesklasyfikowany (NS) (w klasyfikacji generalnej, gdy nie został sklasyfikowany w żadnym wyścigu sezonu)                                 |
| Czarny                                                                | Zdyskwalifikowany (DK) |
| Czarny                                                                | Wykluczony (WYK/EX) |
| Biały                                                                 | Nie wystartował (NW) |
| Biały                                                                 | Kontuzjowany (K/INJ) |
| Biały                                                                 | Wyścig odwołany (OD/C) |
| Bez koloru                                                            | Został wycofany (WYC/WD) |
| Bez koloru                                                            | Nie przybył (NP/DNA) |
| Bez koloru                                                            | Nie brał udziału w treningach (NT/DNP) |
| Bez koloru                                                            | Nie został zgłoszony (–) |
| Pogrubienie                                                           | Start z pole position |
| Kursywa                                                               | Najszybsze okrążenie wyścigu |
| †                                                                     | Nie ukończył, ale jego rezultat został zaliczony ze względu na przejechanie więcej niż 90% dystansu wyścigu.                              |
| *                                                                     | Sezon w trakcie |
| 1/2/3                                                                 | Punktowana pozycja w sprincie kwalifikacyjnym                                                                                             |
| Lista systemów punktacji Formuły 1                                    | |

### Niemiecka Formuła 3
W latach 1960–1963 mistrzostwa rozgrywano według przepisów Formuły Junior.
| Rok  | Zespół      | Samochód     | Silnik | Wyniki w poszczególnych eliminacjach | Wyniki w poszczególnych eliminacjach | Wyniki w poszczególnych eliminacjach | Wyniki w poszczególnych eliminacjach | Wyniki w poszczególnych eliminacjach | Wyniki w poszczególnych eliminacjach | Wyniki w poszczególnych eliminacjach | Wyniki w poszczególnych eliminacjach | Wyniki w poszczególnych eliminacjach | Wyniki w poszczególnych eliminacjach | Wyniki w poszczególnych eliminacjach | Wyniki w poszczególnych eliminacjach | Pkt. | Msc. |
| ---- | ----------- | ------------ | ------ | ------------------------------------ | ------------------------------------ | ------------------------------------ | ------------------------------------ | ------------------------------------ | ------------------------------------ | ------------------------------------ | ------------------------------------ | ------------------------------------ | ------------------------------------ | ------------------------------------ | ------------------------------------ | ---- | ---- |
| 1952 |             |              |        |                                      |                                      |                                      |                                      |                                      |                                      |                                      |                                      |                                      |                                      |                                      |                                      | 0    | NS   |
| 1952 | Kurt Ahrens | Scampolo 502 | BMW    | -                                    | -                                    | NU                                   | -                                    |                                      |                                      |                                      |                                      |                                      |                                      |                                      |                                      | 0    | NS   |
| 1953 |             |              |        |                                      |                                      |                                      |                                      |                                      |                                      |                                      |                                      |                                      |                                      |                                      |                                      | 9    | 3    |
| 1953 | Kurt Ahrens | Cooper T26   | Norton | -                                    | -                                    | 6                                    | 1                                    |                                      |                                      |                                      |                                      |                                      |                                      |                                      |                                      | 9    | 3    |
| 1960 |             |              |        |                                      |                                      |                                      |                                      |                                      |                                      |                                      |                                      |                                      |                                      |                                      |                                      | 24,5 | 6    |
| 1960 | Kurt Ahrens | Cooper T52   | Fiat   | 1                                    | NU                                   | NU                                   | 4                                    | 12                                   | -                                    | -                                    | 3                                    | -                                    | -                                    | -                                    | -                                    | 24,5 | 6    |
| 1960 | Kurt Ahrens | Lola Mk2     | Ford   | -                                    | -                                    | -                                    | -                                    | -                                    | -                                    | -                                    | -                                    | -                                    | NU                                   | -                                    | -                                    | 24,5 | 6    |
| 1961 |             |              |        |                                      |                                      |                                      |                                      |                                      |                                      |                                      |                                      |                                      |                                      |                                      |                                      | 11   | 3    |
| 1961 | Kurt Ahrens | Lotus 18     | Ford   | NU                                   | 4                                    | -                                    | -                                    | -                                    | -                                    | -                                    | -                                    | -                                    |                                      |                                      |                                      | 11   | 3    |
| 1961 | Kurt Ahrens | Lotus 20     | Ford   | -                                    | -                                    | -                                    | -                                    | 4                                    | -                                    | -                                    | -                                    | -                                    |                                      |                                      |                                      | 11   | 3    |
| 1961 | Kurt Ahrens | Cooper T56   | Ford   | -                                    | -                                    | -                                    | -                                    | -                                    | 5                                    | NU                                   | 2                                    | -                                    |                                      |                                      |                                      | 11   | 3    |
| 1962 |             |              |        |                                      |                                      |                                      |                                      |                                      | Austria                              |                                      |                                      |                                      |                                      |                                      |                                      | 49   | 3    |
| 1962 | Kurt Ahrens | Lotus 22     | Ford   | NU                                   | 6                                    | -                                    | 3                                    | 3                                    | 3                                    | 3                                    | 2                                    |                                      |                                      |                                      |                                      | 49   | 3    |

### Wschodnioniemiecka Formuła 3
W latach 1960–1963 mistrzostwa rozgrywano według przepisów Formuły Junior.
| Rok  | Zespół      | Samochód     | Silnik | Wyniki w poszczególnych eliminacjach | Wyniki w poszczególnych eliminacjach | Wyniki w poszczególnych eliminacjach | Wyniki w poszczególnych eliminacjach | Wyniki w poszczególnych eliminacjach | Wyniki w poszczególnych eliminacjach | Pkt. | Msc. |
| ---- | ----------- | ------------ | ------ | ------------------------------------ | ------------------------------------ | ------------------------------------ | ------------------------------------ | ------------------------------------ | ------------------------------------ | ---- | ---- |
| 1952 |             |              |        |                                      |                                      |                                      |                                      |                                      |                                      | 0    | NS   |
| 1952 | Kurt Ahrens | Cooper T11   | Norton | ?                                    | -                                    | -                                    | -                                    |                                      |                                      | 0    | NS   |
| 1952 | Kurt Ahrens | Scampolo 502 | BMW    | -                                    | 3                                    | 2                                    | ?                                    |                                      |                                      | 0    | NS   |
| 1953 |             |              |        |                                      |                                      |                                      |                                      |                                      |                                      | 0    | NS   |
| 1953 | Kurt Ahrens | Cooper T26   | Norton | ?                                    | 1                                    | -                                    | 2                                    | 1                                    |                                      | 0    | NS   |
| 1954 |             |              |        |                                      |                                      |                                      |                                      |                                      |                                      | 0    | NS   |
| 1954 | Kurt Ahrens | Cooper T26   | Norton | DK                                   | ?                                    | NU                                   | 3                                    |                                      |                                      | 0    | NS   |
| 1955 |             |              |        |                                      |                                      |                                      |                                      |                                      |                                      | 0    | NS   |
| 1955 | Kurt Ahrens | Cooper T36   | Norton | -                                    | 1                                    | 1                                    | 1                                    |                                      |                                      | 0    | NS   |
| 1956 |             |              |        |                                      |                                      |                                      |                                      |                                      |                                      | 0    | NS   |
| 1956 | Kurt Ahrens | Cooper T42   | Norton | 1                                    | 1                                    | -                                    | 3                                    |                                      |                                      | 0    | NS   |
| 1957 |             |              |        |                                      |                                      |                                      |                                      |                                      |                                      | 0    | NS   |
| 1957 | Kurt Ahrens | Cooper T42   | Norton | NU                                   | NU                                   | 1                                    | 6                                    |                                      |                                      | 0    | NS   |
| 1958 |             |              |        |                                      |                                      |                                      |                                      |                                      |                                      | 0    | NS   |
| 1958 | Kurt Ahrens | Cooper T42   | Norton | 1                                    | 2                                    | 1                                    | -                                    | 2                                    | 2                                    | 0    | NS   |
| 1960 |             |              |        |                                      |                                      |                                      |                                      |                                      |                                      | 0    | NS   |
| 1960 | Kurt Ahrens | Cooper T52   | Fiat   | -                                    | -                                    | -                                    | NU                                   | -                                    | -                                    | 0    | NS   |
| 1960 | Kurt Ahrens | Lola Mk2     | Ford   | -                                    | -                                    | -                                    | -                                    | 5                                    | -                                    | 0    | NS   |